# Place Rihour
Pour les articles homonymes, voir Rihour.
La place Rihour est un espace public urbain de la commune de Lille, dans le département français du Nord.

## Situation et accès
Elle est située en plein centre-ville et attenante à la place du Général-de-Gaulle.
Les rues Jean-Roisin, Rue de la Vieille Comédie et du Palais-Rihour y aboutissent.
La place Rihour est accessible par la ligne 1 du métro de Lille, dont la station Rihour est située au-dessous.

## Origine du nom
Elle porte le nom de l'ancien propriétaire des terrains.

## Historique
Le nom de la place est mentionné pour la première fois dans l'acte de cession d'une manse, (terre plantée d'aulnes et de saules, pêcherie), à l'hospice Comtesse en 1248 par Bérard Rihout. On ignore si le lieu a pris ce nom (ensuite transformé en Rihour) de son ancien propriétaire ou l'inverse. 
Elle est encore mentionnée en en 1374 dans la cession à l'hospice Comtesse d'un pré près du « neuf fossé » et en 1398 dans les comptes de la ville comme un « riez » (marais).
À cette époque et jusqu'à la construction du Palais Rihour au XVe siècle, la future place est un terrain humide (prés et arbres) à l'intérieur de l'îlot Rihour bordé au nord-est par le Canal des Poissonceaux (fossé d'une précédente enceinte de la ville du début du XIIe siècle ou voie naturelle originelle) qui le sépare de la Grand Place), au sud-est par une partie d'une extension  de l'enceinte de la ville créée au XIIIe siècle (ensuite canal des Molfonds), au sud-ouest d'un autre tronçon de cette enceinte (parallèle à l'actuelle rue de l'hôpital-militaire), l'ensemble formant un îlot.
À la suite du déplacement de la magistrature de la halle échevinale au palais Rihour, en 1664, Charles de Renaucourt, comparait pour vol de chevaux et d'autres crimes. L'homme est pendu le 12 juillet 1664 à un gibet sur la place.
L'ancienne de la Mairie plus petite que l'actuelle place Rihour est agrandie par la disparition de l'ancienne Mairie de Lille, établie à l'emplacement du Palais Rihour, détruite par un incendie en 1916. Auparavant la place ne communiquait avec la rue du Palais Rihour que par deux étroits passages de part et d'autre de la Mairie, le « contour de l'Hôtel-de-Ville » et la « cour du Frêne ».
La place est immatriculée « LR13 » parmi les îlots regroupés pour l'information statistique (IRIS) de Lille, tels que l'Insee les a établis en 1999.

## Bâtiments remarquables et lieux de mémoire
- Palais Rihour
- Un rang de neuf maisons est construit en 1687 à la place d'une vieille de demeure de la Grand-Place au palais Rihour pour le négociant et marchand de dentelle Anselme Carpentier, le commanditaire couvrant à ses frais l'abreuvoir du canal des Poissonceaux qui jouxtait un pont sur ce canal et cédant à la ville vingt-deux pouces de terrain pour régulariser la rue. Ce modèle de rang fut reproduit sur la Gran-Place et les rues avoisinantes[4]. Ce lot d'immeubles fait partie des monuments historiques de Lille. Les immeubles avec un numéro pair allant de 2 à 24 inclus, ont les façades et les toitures inscrits à l'inventaire des monuments historiques depuis 1944[5].

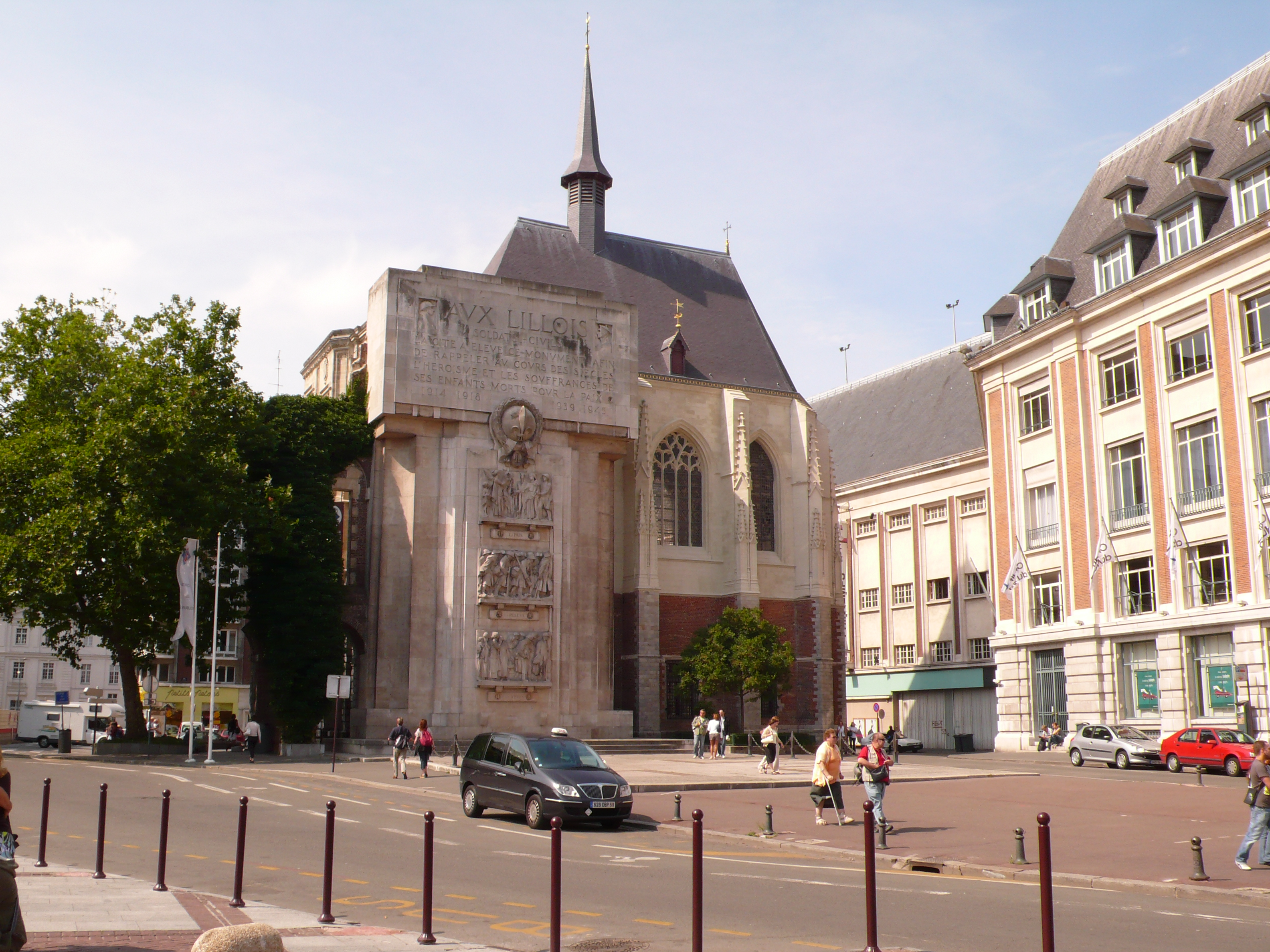
Lille, le palais Rihour et le monument "Aux Lillois victimes des guerres".
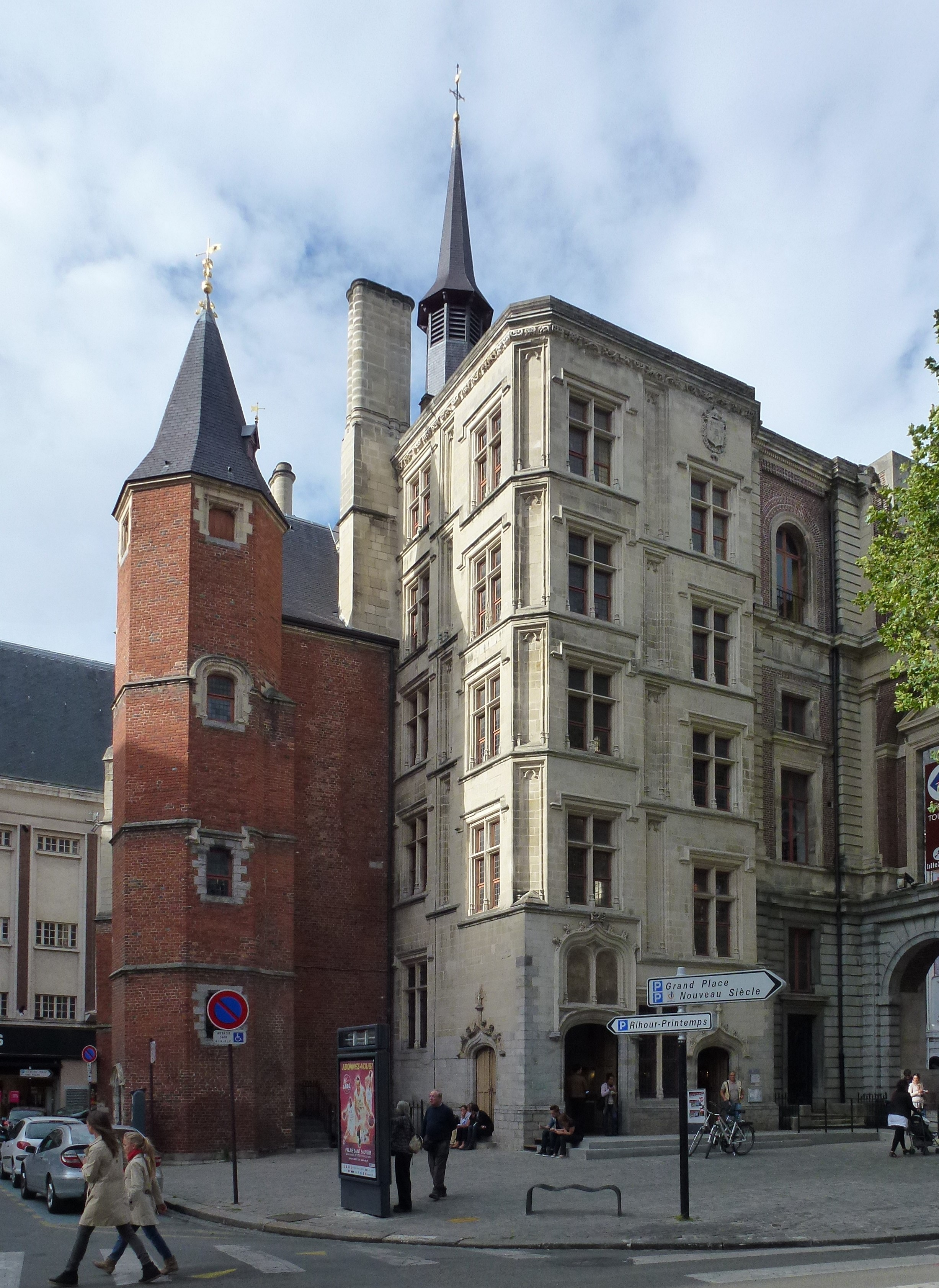
Lille, le palais Rihour.
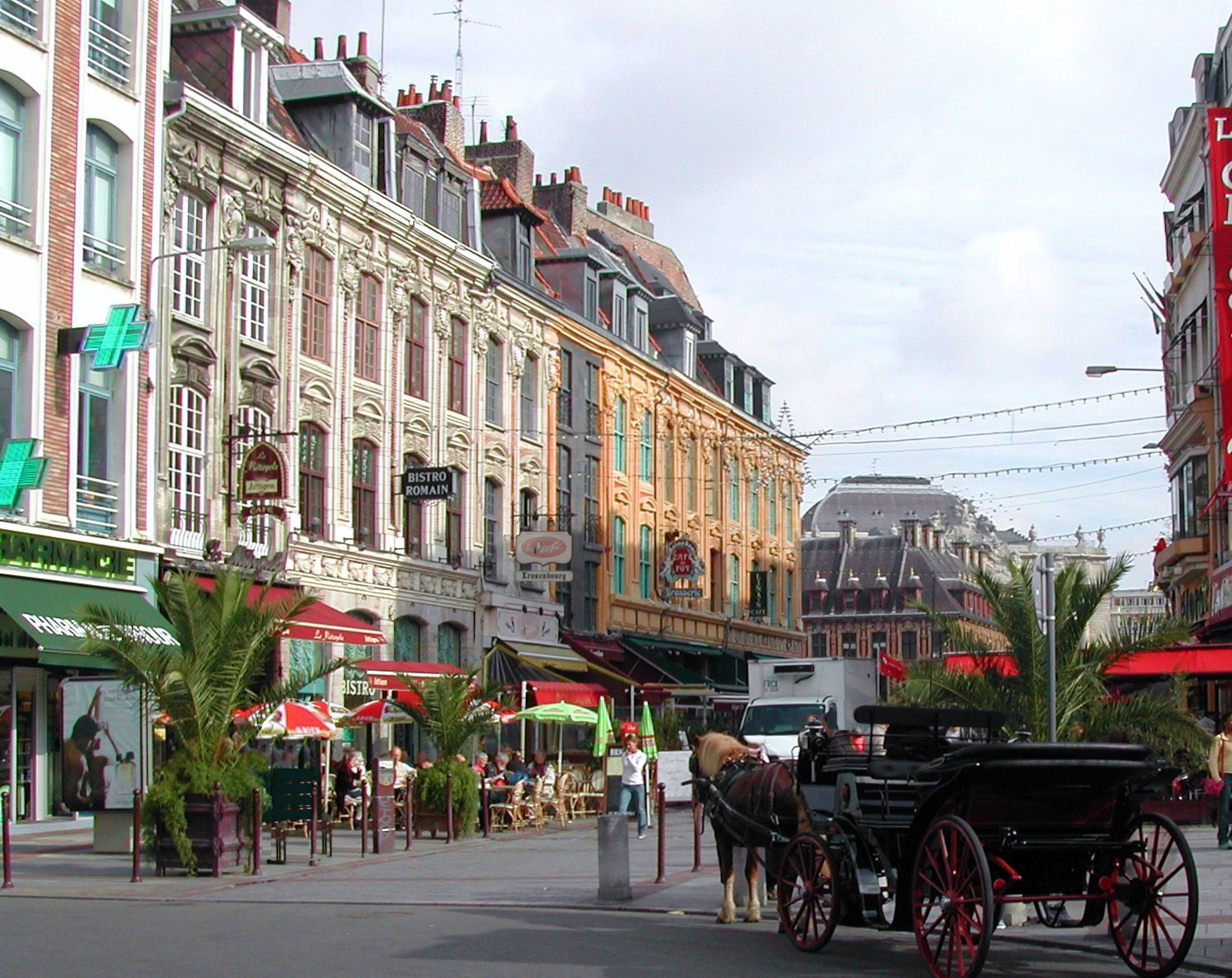
Lille 2 à 24 Rihour

## Utilisation

### Braderie de Lille
Tous les ans, le premier week-end de septembre, la braderie de Lille s'installe également sur la place Rihour.

### Marché de Noël
Tous les ans, depuis 1995, la fédération lilloise du commerce de l'artisanat et des services (FLCAS) organise avec le concours de la ville de Lille, le marché de Noël. Il regroupe environ 80 chalets. La grande roue qui accompagne l'événement est situé sur la place du Général-de-Gaulle.